# De Akkermolen
De Akkermolen aan de Akkermolenweg in Zundert is een open standerdmolen. De molen stamt uit 1625 en staat op een plaats waar al sinds ca. 1550 een windmolen staat. De eerste molen op deze plek verving een watermolen die tussen Zundert-Nassau en Zundert-Hertog stond. Het was een dwangmolen die eigendom was van de markies van Bergen op Zoom. In 1794 werd stadhouder Willem V, als Baron van Breda, eigenaar. In 1830, na afschaffing van de molendwang, werd de molen particulier eigendom.
Nadat in 1950 de bovenas afbrak en het wiekenkruis door de val vernield werd, was de toekomst voor de Akkermolen lange tijd onzeker. In 1959 kocht de gemeente Zundert de molen om deze in 1961 te restaureren.
Na een restauratie in 1991/2 is de molen opnieuw maalvaardig. De buitenroede is een borstroede van hout; de vlucht bedraagt 23 meter. In de molen bevindt zich 1 koppel 17der kunststenen.